# 広海二三郎

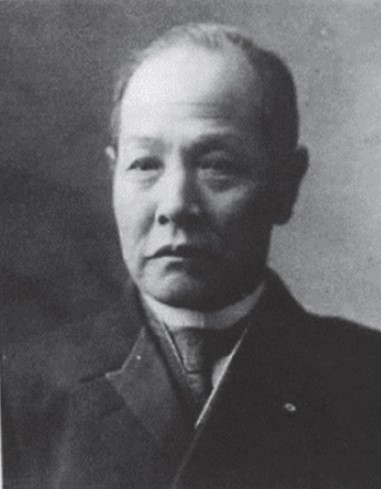
広海二三郎

広海 二三郎（廣海、ひろうみ にさぶろう、1854年12月22日（安政元年11月3日）- 1929年（昭和4年）1月29日）は、明治時代の政治家、実業家、銀行家。貴族院多額納税者議員。5代二三郎。北前船主。

## 経歴
広海常信（4代二三郎）の長男として、加賀国江沼郡瀬越村（石川県江沼郡大聖寺町瀬越を経て、加賀市大聖寺瀬越町）に生まれる。生家は加賀大聖寺藩の海運界の旧家。家訓により16歳から5年間手船に乗って船乗りと商売の基礎を学んだ。1887年（明治20年）1月、常信の死亡により家督を相続する。
1884年（明治17年）大阪に進出し、広海商店と屋号を掲げ、船舶業および海産物業を経営し、1889年（明治22年）には北海道小樽に「広海倉庫」を設立した。 1896年（明治29年）には日本海上保険を設立し社長を務める一方、鉱業にも参入した。大分県大野郡長谷川村の九折鉱業所、玖珠郡飯田村の九重山鉱業所、鹿児島県大島郡の硫黄島鉱業所ほかを経営し、天然硫黄王と称された。ほか、三十四銀行、大日本紡績監査役、共同火災保険各取締役など重役を歴任した。
1904年（明治37年）石川県多額納税者として貴族院議員に互選され、同年9月29日
から1911年（明治44年）9月28日まで在任した。その後、北海道拓殖銀行創立委員および農工商高等会議員、1919年認可の大日本火災海上再保険の取締役を務めた。

## 所有船
船舶業は大阪の江之子島を本社としていた。1880～90年代に所有していた汽船15隻は全てイギリス製で代表的なものは次のとおり。
- 汽船 - 京都丸、江戸丸、千代丸、千島丸
- 帆船 - 千歳丸、広福丸、広徳丸、九十九丸、八重丸

## 栄典
- 勲四等旭日小綬章[1][5][11]

## 親族
- 弟：大家七平（貴族院多額納税者議員）[5][18]
- 長男：広海四郎（広海商事副社長）[19]
- 長女：ツユ（滋賀県多額納税者・小泉新兵衛に嫁ぐ）[1][20]
- 甥：広海幾太郎（豊田商事取締役）[19]